# Twin Pinnacles
Die Twin Pinnacles (sinngemäß aus dem Englischen übersetzt Zwillingsgipfel) sind ein 22 m hoher Klippenfelsen mit zwei Gipfeln im Archipel der Südlichen Shetlandinseln. Auf der Westseite der Einfahrt zur King George Bay ragt 160 m nordöstlich der Landspitze Lions Rump auf.
Wissenschaftler der britischen Discovery Investigations kartierten ihn 1937 und gaben ihm seinen deskriptiven Namen.